# لاخووکا ماوا
لاخووکا ماوا (به لاتین: Lachówka Mała) یک روستا در لهستان است که در گمینا زالشه واقع شده‌است.